# Manuel María de Aguilar
Manuel María de Aguilar y Puerta  (Antequera, 1 de octubre de 1783-Antequera, 20 de marzo de 1867) fue un diplomático y político español.  

## Biografía
Fue consejero del Consejo Real de Castilla y, a su disolución, del Consejo Real de Indias. A lo largo de su carrera estuvo destinado en Italia, Portugal, Suiza y Alemania. Fue embajador en Lisboa y Londres y ocupó el  Ministerio de Estado durante diez días de mayo de 1843, sin que llegase a tomar posesión. Después fue diputado por Antequera.

## Órdenes
- Caballero gran cruz  de la Real Orden de San Fernando y del Mérito.[2] (Reino de las Dos Sicilias).
- Comendador de la Orden sajona por méritos civiles (Reino de Sajonia).